# Friedrichs-Orden

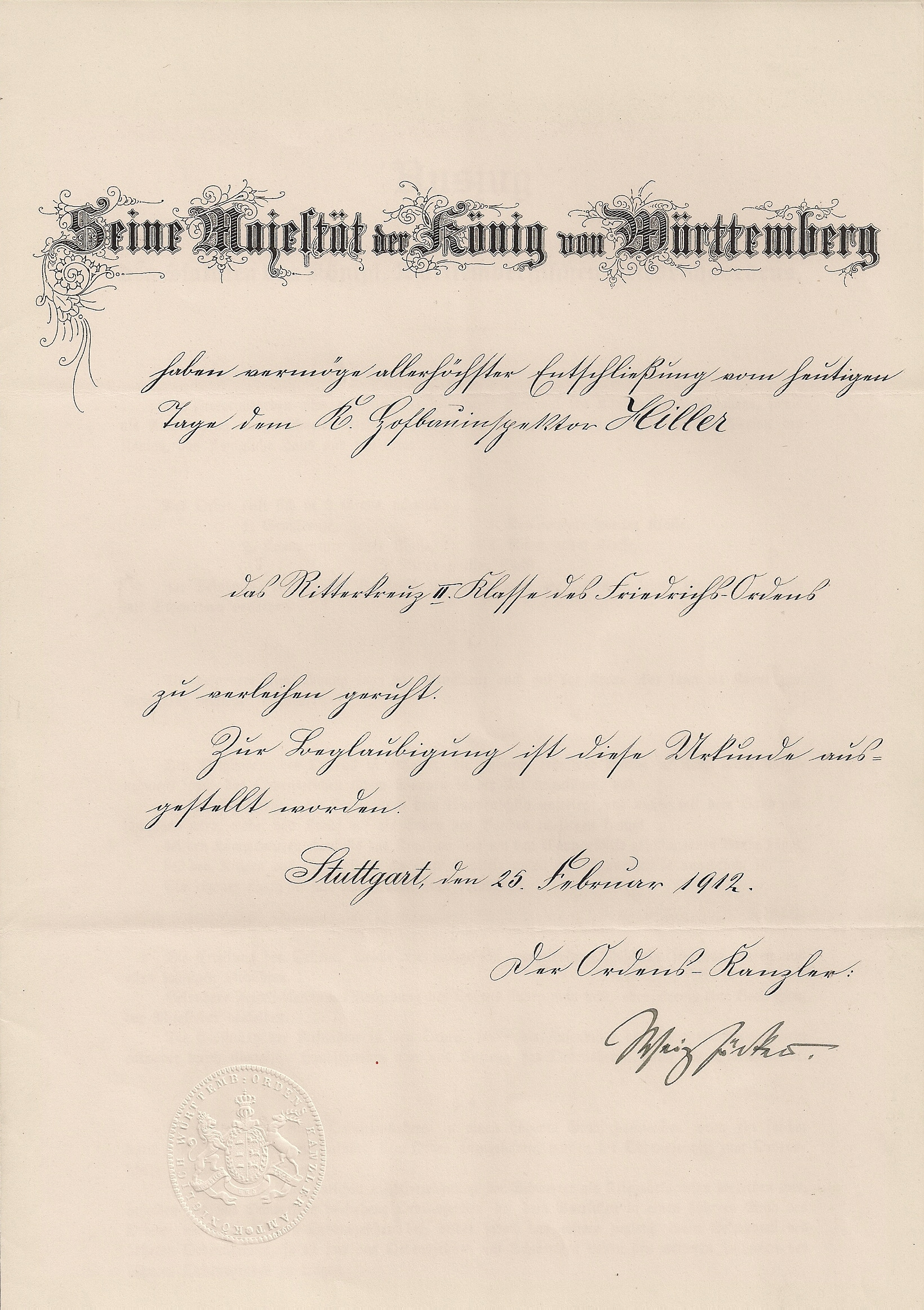
Verleihungsurkunde zum Ritterkreuz II. Klasse

Der Friedrichs-Orden wurde am 1. Januar 1830 durch König Wilhelm I. von Württemberg zur Erinnerung an seinen Vater Friedrich I. und an die Erhebung des Landes zum Königreich im Jahre 1806 gestiftet. Der Orden wurde bis zum Ende der Monarchie in Württemberg im Jahre 1918 verliehen.

## Ordensklassen
Es gab ursprünglich nur eine Klasse, die der Ritter. Mit der Verleihung war der persönliche Adel verbunden, sofern der Beliehene nichtadeliger Inländer war.
Per Edikt vom 3. Januar 1856 entfiel die Nobilitierung und der Orden erhielt vier Klassen:
- Großkreuz
- Kommentur I. Klasse
- Kommentur II. Klasse
- Ritter

Die bisherigen Ritter des Friedrichs-Ordens wurden zu Großkreuzen erklärt. Mit der erneuten Statutenänderung am 29. September 1870 wurden Ritter fortan in Ritter I. und II. Klasse aufgeteilt, wobei auch hier bisherige Ritter zu Rittern I. Klasse ernannt wurden. Am 4. September 1886 erfolgte eine Umbenennung der Ritter I. Klasse in Ehrenritter und der Ritter II. Klasse in Ritter. Für militärische Verdienste konnte der Orden ab 1870 auch mit zwei am Ring befindlichen gekreuzten Schwertern verliehen werden.
Durch Königliche Verordnung vom 11. August 1892 wurde noch eine Goldene Verdienstmedaille hinzugefügt. Diese führte die Bezeichnung „Verdienstmedaille des Friedrichsordens“. Sie zeigte auf der Vorderseite das Brustbild des regierenden Königs mit dem Titel als Umschrift und auf der Rückseite das Ordenszeichen des Friedrichs-Ordens mit dem gekrönten F auf dem Schild und der Umschrift Dem Verdienste. Die Medaille wurde am Band des Ritterkreuzes auf der linken Brust getragen.
Ab 6. März 1899 konnte als besondere Auszeichnung das Großkreuz mit der Krone oder die Krone zum Großkreuz verliehen werden.

## Ordensdekoration
Das Ordenszeichen ist ein weißemailliertes goldbordiertes Kreuz mit geschwungenen Armen. Zwischen den Kreuzarmen sind fünf goldene Strahlen angebracht. Das Medaillon zeigt ein goldenes Seitenporträt des Stifters mit der Inschrift Friedrich König von Württemberg im Reif. Auf der Rückseite steht auf weißem Grund der Schriftzug DEM VERDIENST und im Reif GOTT × UND × MEIN × RECHT. Großkreuz und Komtur erhielten jeweils einen goldenen Bruststern zum Kreuz.
Das Ordensband ist himmelblau. Daher kommt der Spitzname „der blaue Fritz“ für das Ritterkreuz.
| Ordensdekoration                    | Ordensdekoration                 | Ordensdekoration     | Ordensdekoration                  | Ordensdekoration  | Ordensdekoration  |
| ----------------------------------- | -------------------------------- | -------------------- | --------------------------------- | ----------------- | ----------------- |
|                                     |                                  |                      |                                   |                   |                   |
| Ordensband                          |                                  |                      |                                   |                   |                   |
| Großkreuz (1. Modell bis 1830–1856) | Kommentur I. Klasse (Bruststern) | Kommentur II. Klasse | Ritter I. Klasse (mit Schwertern) | Ritter II. Klasse | Verdienstmedaille |

## Sonstiges
Bis etwa zur Jahrhundertwende wurden die Ordensträger in den Württembergischen Staatshandbüchern aufgeführt. Nach dem Ableben eines Ordensträgers musste das Ordenszeichen in den Ordensschatz zurückgegeben werden. Dies galt auch noch nach Abschaffung der Adelsprivilegien in der Weimarer Republik.

## Bekannte Ordensinhaber
- siehe: Träger des Friedrichs-Ordens